# Diocese de Tura
A Diocese de Tura (Latim:Dioecesis Turana) é uma diocese localizada no município de Tura, no estado de Megalaia, pertencente a Arquidiocese de Shillong na Índia. Foi fundada em 1 de março de 1973 pelo Papa Paulo VI. Com uma população católica de 326.716 habitantes, sendo 27,7% da população total, possui 45 paróquias com dados de 2020.

## História
Em 1 de março de 1973 o Papa Paulo VI cria a Diocese de Tura através do território da Arquidiocese de Shillong-Gauhati. Em 1992 a Diocese de Tura juntamente com a Diocese de Tezpur e a Arquidiocese de Shillong-Gauhati perdem território para a formação da Diocese de Guwahati.

## Lista de bispos
A seguir uma lista de bispos desde a criação da diocese em 1973.
|                          | Nome                   | Período      | Notas  |
| Bispos                   | Bispos                 | Bispos       | Bispos |
| ------------------------ | ---------------------- | ------------ | ------ |
| 2º                       | Andrew Raksam Marak    | 2007 -       | Atual  |
| 1º                       | George Mamalassery     | 1979 - 2007  |        |
| Bispo coadjutor          |                        |              |        |
|                          | Andrew Raksam Marak    | 2004 - 2007  |        |
| Bispo auxiliar           |                        |              |        |
|                          | Joseph Chirackal       | 2020 - atual |        |
| Administrador apostólico |                        |              |        |
|                          | Oreste Marengo, S.D.B. | 1969 - 1979  |        |